# Trnavac (Zaječar)
Pour les articles homonymes, voir Trnavac.
Trnavac (en serbe cyrillique : Трнавац) est un village de Serbie situé sur le territoire de la ville de Zaječar, district de Zaječar. Au recensement de 2011, il comptait 381 habitants.
Trnavac est situé sur les bords du Timok.

## Démographie
| 1948 | 1953 | 1961 | 1971 | 1981 | 1991 | 2002 | 2011 |
| ---- | ---- | ---- | ---- | ---- | ---- | ---- | ---- |
| 863  | 861  | 868  | 796  | 685  | 570  | 474  | 381  |

|  |